# Покомок (река)
Покомок (англ. Pocomoke River) — река в штатах Делавэр, Мэриленд и Виргиния (США), протекающая по полуострову Делмарва и впадающая в залив Покомок, являющийся частью Чесапикского залива. Длина реки Покомок составляет 106 км.

## География

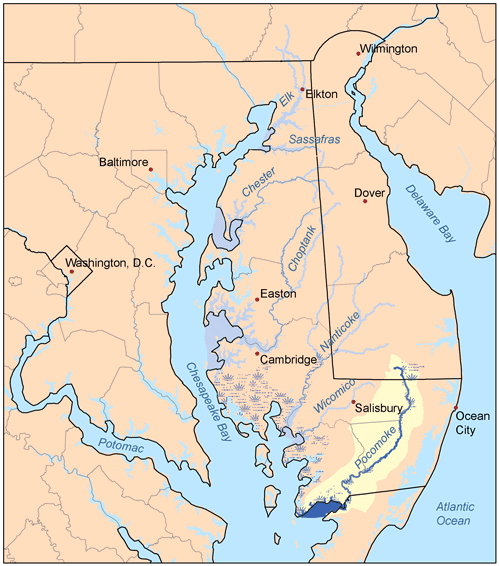
Бассейн реки Покомок

Исток реки Покомок находится в округе Сассекс (Делавэр), вблизи населённого пункта Пьюзи-Кросродс (англ. Pusey Crossroads), в районе болота Грейт-Сайпресс, на высоте около 15 м. После этого река течёт по полуострову Делмарва сначала в южном, а затем в юго-западном направлении, протекая по округам Сассекс (Делавэр), Уайкомико, Вустер, Сомерсет (Мэриленд) и Аккомак (Виргиния). На реке находятся населённые пункты Сноу-Хилл и Покомок. Между ними, главным образом в мэрилендском округе Вустер, расположен парк штата Покомок-Ривер.
В нижнем течении, на высоте 0 м, в Покомок впадает правый приток Нассауонго-Крик, затем ещё один правый приток Дивайдинг-Крик, а потом — левый приток Питс-Крик (англ. Pitts Creek). Примерно в 13 км юго-западнее города Покомок река Покомок впадает в одноимённый залив, являющийся частью Чесапикского залива. На протяжении последних пяти километров река образует границу между штатами Мэриленд (округ Сомерсет) и Виргиния (округ Аккомак). Река Покомок является самым восточным притоком Чесапикского залива.
Площадь водосборного бассейна реки Покомок — около 1300 км².
Cредний расход воды в реке Покомок вблизи населённого пункта Уиллардс (Мэриленд) — 2,08 м³/c (по усреднённым данным 1950—2004 и 2007—2013 годов).

## Название
Существует несколько версий происхождения названия реки Потомок. По одной их них, название реки означает «чёрная вода» (англ. black water). По другой — оно произошло от алгонкинского слова, означающего «проколотая или изломанная земля» (англ. pierced or broken ground). Кроме того, есть ещё одна версия, утверждающая, что название реки Покомок произошло от индейского слова, означающего «место моллюсков» (англ. place of shellfish).